# Плыкин, Николай Владимирович
Николай Владимирович Плыкин (род. 24 августа 1967) — российский бегун-марафонец. Выступал на профессиональном уровне в 1990-х годах, серебряный и бронзовый призёр чемпионатов России, призёр ряда крупных международных стартов на шоссе, участник Кубка мира по марафону в Сан-Себастьяне. Мастер спорта России. Представлял Тольятти, физкультурно-спортивное общество профсоюзов и клуб «Лада».

## Биография
Николай Плыкин родился 24 августа 1967 года. Занимался лёгкой атлетикой в городе Тольятти Самарской области под руководством тренера Владимира Александровича Матрина, выступал за физкультурно-спортивное общество профсоюзов и клуб «Лада».
Впервые заявил о себе в сезоне 1992 года, когда занял 14-е место на чемпионате России по марафону в Калининграде и девятое место на Кошицком международном марафоне мира.
В 1993 году с личным рекордом 2:14:53 завоевал серебряную награду на открытом чемпионате России по марафону в Калининграде, финишировал вторым на марафоне в итальянском Сервильяно. В составе российской сборной стартовал на Кубке мира по марафону в Сан-Себастьяне — занял 44-е место в личном зачёте и вместе с соотечественниками расположился на восьмой строке командного зачёта.
В 1994 году показал 16-й результат на Венском марафоне и 15-й результат на Энсхедском марафоне.
В 1995 году был седьмым на марафоне в испанском Бадахосе, четвёртым на Хельсинкском городском марафоне, 14-м на Венецианском марафоне.
В 1996 году показал 23-й результат на Роттердамском марафоне, выиграл бронзовую медаль на открытом чемпионате России, прошедшем в рамках Московского международного марафона мира.
В 1997 году финишировал вторым на Бермудском международном марафоне в Гамильтоне и седьмым на открытом чемпионате России, прошедшем в рамках Московского марафона «Лужники».
Брат-близнец Владимир Плыкин так же добился успеха в марафонском беге.